# 地租
地租（ちそ）は、明治6年（1873年）の地租改正法によって制定された土地を対象に賦課された租税である。近代日本の国税の中軸を占める存在であったが、昭和22年（1947年）に地方税とされ、昭和25年（1950年）に廃止されて新設の固定資産税に継承された。

## 地租改正から地租条例制定
江戸時代の田畑貢納制（年貢・田租）は物納でしかもその課税基準・税率が藩ごとにまちまちであったものを統一するために地租改正を行い、その結果に基づいて年貢・田租に替わる新しい租税として導入された。
1873年7月28日に制定された地租改正法（太政官布告第272号）は、上諭と従来の田畑貢納制を廃止して地価の100分の3を地租として新たに徴収し、併せて村に納める税である村入費は地租の1/3以内とする内容の1条から構成され、詳細な実施方法については別紙として同時に公布された地租改正条例（7条）において定め、地租改正のための土地調査が終わった場所から順次新税に移行するものとした。
地租は土地の収益から算定された地価の3％を金納（貨幣による納税）で行うこととした。地価の算定には収穫米から種肥代・地租・村入費を差し引き、一定の利子率で資本に還元することで算定することとなっていた。
だが、実際の地租改正の作業は「旧来の歳入を減じない」という目的が併せ持たれたために、旧年貢を引き継いだ高額の納税となった（なお、地租改正条例第6条には物品税（商工業の課税）歳入が200万円以上に達したら地租を減税し、最終的には1％にまで引き下げることを明記するなど、明治政府自身が高額の課税であることを自覚していたのである。また、元来地租改正の推進論者であった木戸孝允も減税策としての地租改正を構想していたために、この高税率には最後まで反対したと言われている。）。
ところが、地租改正の実施に対して各地で地租改正反対一揆が各地で発生し、政府は1877年1月に地租を2.5％に引き下げることを発表、続いて5月に地租改正条例に第8条を追加して地租の5年間据置を定めて勝手な引上げを行わないことを約束した。なお、近年では地租改正反対の動きは一揆のような直接行動だけではなく、自由民権運動と結びついた合法的な方法による抵抗運動の存在も多く確認されていることに注意が必要である。
1881年6月30日に地租改正を専管した地租改正事務局が廃止されて地租改正の事実上の完了が宣言されて、最終的に日本全国で新税が施行された。だが、将来的な地租軽減を義務付けた改正条例第6条及び5年間の地租据置を定めた第8条などが、当初の予定通り1885年の地価改訂（地租の引上げを行いたいとする思惑含み）を予定していた政府方針の妨げになると考えた政府は1884年3月15日に地租条例（明治17年太政官布告第7号）を公布して地租改正の実施の際に生じた規定の混乱を整理するとともに、旧条例の第6条及び第8条相当部分を廃止して明治政府に課されていた地租軽減・据置の義務を「なかったこと」にした。なお、1878年の地方税規則によって村入費に替わる町村への租税として地租割（後に地租付加税）が導入されて戦後の地租の地方税移譲まで続けられている。

## 地租軽減運動と地租増徴問題
地租改正によって明治政府は秩禄処分や常備軍設置、殖産興業の行うための安定した財源を確保したものの、農民の負担は従来と変わらず、むしろ小規模農家の没落による小作農への没落と一部富農による地主制の形成、小作農の子弟や離農者の低賃金労働者化の促進など、国家及び一部階層の資本蓄積と低廉な労働者・小作農形成によって日本の資本主義発展の基礎を築いた。この傾向は松方財政によるいわゆる「松方デフレ」によって一層進むことになった。
だが、一方で農民側による地租軽減を求める動きも続いていた。地租改正反対のための合法的闘争に報徳思想の普及で知られる岡田良一郎や後に自由党に属して衆議院議長に昇った杉田定一が代表者として加わっていた事で知られるように、様々な政治的立場からこれに賛同する人々も多かった。特に自由民権運動の活動家と農民との連携の過程で地租減免が議会開設・条約改正とともに唱えられるようになった。1877年の立志社建白書や1881年に結成された自由党綱領でも掲げられており、次第に自由民権運動の担い手を士族から地主を中心とした農民層に移行させる一因ともなった。だが、自由民権運動の衰退とともに運動も低調期に入る。
1890年の帝国議会設置後、民党側は「経費節減・民力休養」を掲げて政府の財政政策を批判して地租軽減を唱えた。だが、具体的な地租軽減方法を巡って、地租改正の過程で小作の利益を代表する立場を採る議員が「税率軽減方式（税率引下）」を求め、地主の利益を代表する議員が「地価軽減方式（地価引下）」と唱えたことから分裂した。だが、政府と貴族院はこれに強く反対し、地租軽減は進まなかった。そのうちに日清戦争の勃発とその後の生活の向上に伴う米の需要拡大に伴う米価高騰によって地主の地租負担は相対的に軽減されたこともあり、一旦は地租軽減運動は落ち着きを見せる。だが、戦後ロシアなどとの対抗上、政府は急速な軍備拡張を図るようになり、財政難に陥るようになった。
1897年に第2次松方内閣が六六艦隊計画などに必要とされる予算確保のため、地租を60％引き上げる（2.5％→4％）地租増徴案を提出しようとした。ところが、松方内閣の与党であった進歩党が野党自由党と結んでこれに反対して連立を離脱、内閣不信任案を突きつけられた松方内閣は衆議院解散に踏み切るが、選挙後の政権運営の目途が立たなかったこともあり、その直後に内閣総辞職に追い込まれる（1897年12月25日）。続いて成立した第3次伊藤内閣は自由・進歩両党との連立交渉が不調に終わり、直後の第5回衆議院議員総選挙（1898年3月15日投開票）で自由・進歩両党が引き続き多数を確保したため、少数与党で議会に臨む。内閣は地租増徴法案を提出したが、衆議院は大差でこれを否決、伊藤内閣はまたしても衆議院解散に打って出るが（6月10日）、直後に自由・進歩両党は合同して憲政党を結成、藩閥側では政権維持の目途が立たなくなったことから、憲政党に大命降下、第1次大隈内閣が成立し、地租増徴のめどは立たなくなる。一方同じころ、これらの政争と並行して、渋沢栄一や田口卯吉が商工業者に対する営業税などの税率の高さに対して地租の税率は低すぎるとして増徴を支持する意見を唱え、帝国議会に地租増徴の請願を提出。これに対して、谷干城元農商務大臣を中心に反論を唱え、「地租増徴反対同盟」を結成するなど、世論も大きく割れることになった。
ところが、憲政党は第6回衆議院議員総選挙（8月10日投開票）で圧倒的多数を占めたものの、内部闘争でわずか2ヶ月で自由党系憲政党と進歩党系憲政本党に分裂、内閣も倒れた。その後を継いだ第2次山縣内閣は、自由党系憲政党を与党に迎えるべく政策協定を行い、その結果、地価軽減方式の流れを汲む地価計算方法の見直しによる地域間格差の是正と1899年度からの5年間限定にすることを条件に地租の32％引上げ（2.5％→3.3％）にすることで合意した。1898年12月27日、地租増徴法案は成立。1899年4月より5年間限定で地租が3.3％（市街地では5％）に引き上げられた。
この地租増徴は5年限定であったため、本来であれば1904年4月1日には税率に元に戻す予定になっていた。ところがその直前の1904年2月に日露戦争が勃発し、戦費調達のための非常特別税法が成立すると、4月1日に3.3％から2.5％に戻すところを逆に4.3％（市街地では8％、郡部宅地では6％）に引き上げられ、更に1905年1月1日からは5.5％（市街地では20％、郡部宅地では8％）に再度引き上げられたのである。臨時特別税法は平和回復の翌年までという条件が付けられていたが、ポーツマス条約締結の翌年である1906年に廃止期限直前に臨時特別税法からこの規定を無くすことに成功して、事実上の恒久税制化されようとしたのである。

## 両税委譲と地租法制定
だが、こうしたなし崩し的な恒久税化に対する批判が強まり、1910年3月25日に減税規定が公布されて田畑4.7％（宅地は2.5％・その他5.5％）とされ、1914年には田畑は再度4.5％に引き下げられた。この頃より、地租が国税に占める割合が急速に低下して酒造税、続いて所得税（当時は法人税と未分化）が地租に替わって歳入の主要を占めるようになる。また、地方財政の拡大によって地租付加税が地租本税よりも高いという逆転現象が各地で発生していた。このため、地租を地方税に移す両税委譲が議論の俎上に上るようになった。この時には地方税化はされなかったが、1931年3月31日地租法（昭和6年法律第28号）が公布され、翌4月1日より施行した。
これによって、地租は地価ではなく土地台帳に記載された賃貸価格を基準として、一律に3.8％がかけられることになった（ただし、移行措置として1931年度は4％）。1940年に税率は2％とされるとともに国税でありながらその税収全額が府県に還付される府県還付税となった。その後、戦局の悪化、戦後の経済混乱によって1944年に3％、1946年に4％に税率が引き上げられている。

## 地方税への移譲と廃止
1947年3月31日に地租法は廃止されて、地租は地方税に移譲された。その後、シャウプ勧告に基づく税制改正によって1950年7月31日に新たに地方税法が制定されて同日に地租は廃止され、代わりに固定資産税が新設されることとなった。